# Chionothremma auriflua
Chionothremma auriflua es una especie de polilla del género Chionothremma, tribu Archipini, familia Tortricidae. Fue descrita científicamente por Diakonoff en 1952.

## Distribución
La especie se distribuye por Nueva Guinea.